# Ockrapannad vireo
Ockrapannad vireo (Tunchiornis ochraceiceps) är en fågel i familjen vireor inom ordningen tättingar.

## Utseende och läte
Ockrapannad vireo är en rätt enfärgat brunaktig liten fågel. Den har en rödbrun buskig huvudtofs, ljusare grått på ansikte och strupe samt ett genomträngande ljust öga. Bland lätena hörs nasala "dwoi-dwoi-dwoi" och ljusa och gnälliga, insektslika visslingar.

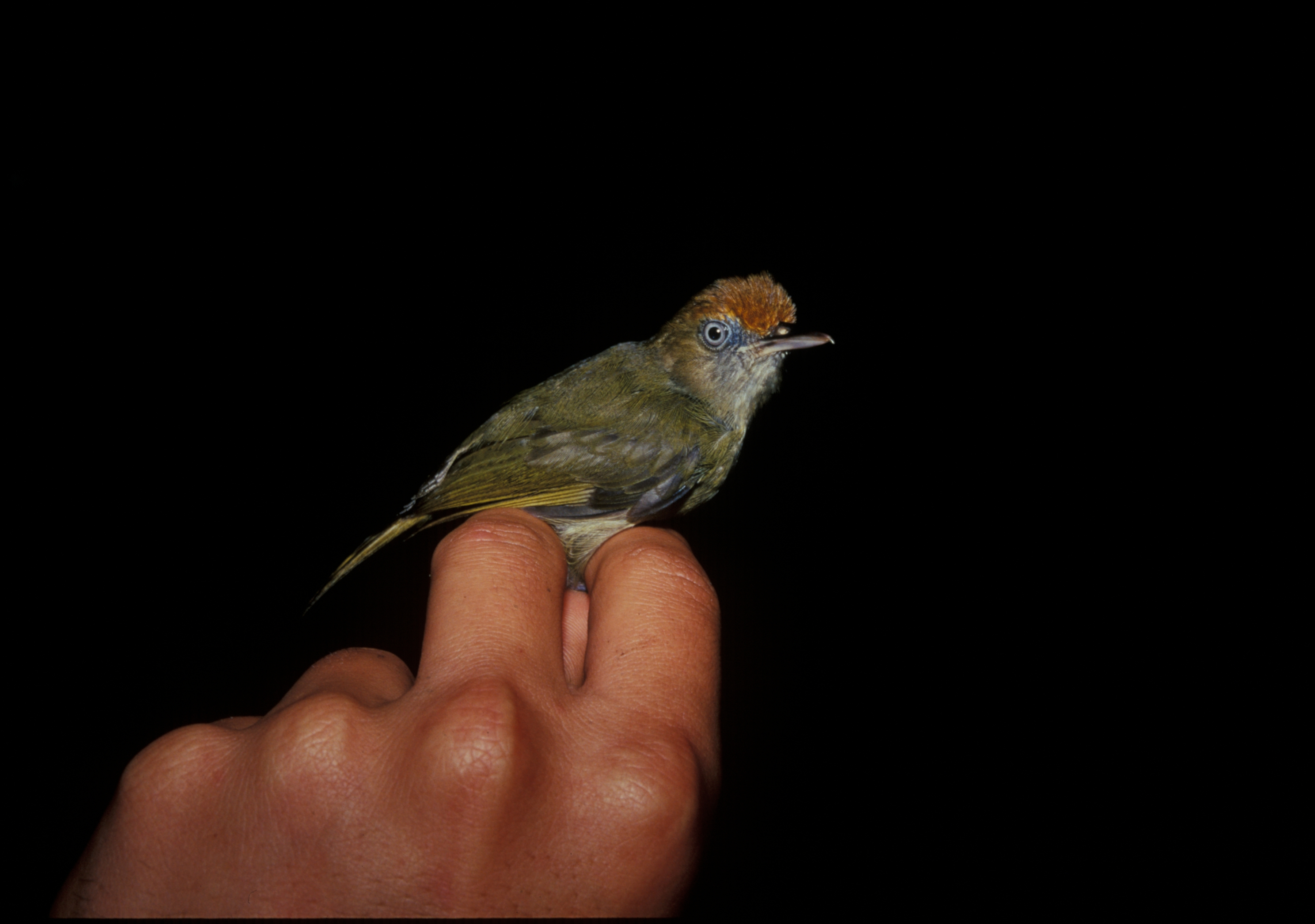

## Utbredning och systematik
Ockrapannad vireo delas in i fyra underarter med följande utbredning:
- Tunchiornis ochraceiceps ochraceiceps – förekommer från låglandet vid Mexikanska golfen i södra Mexiko till Guatemala
- Tunchiornis ochraceiceps pallidipectus – förekommer från tropiska Honduras till västra Panama
- Tunchiornis ochraceiceps nelsoni – förekommer i östra Panama (Veraguas till Darien)
- Tunchiornis ochraceiceps bulunensis – förekommer i ostligaste Panama, vid Stilla havskusten i Colombia och i västra Ecuador

Tidigare inkluderades även brasilienvireo (T. rubrifrons), guyanavireo (T. luteifrons) och rostpannad vireo (T. ferrugineifrons) i arten, då under det samlade namnet "rostpannad vireo".

### Släktestillhörighet
Arten placerades tidigare i släktet Hylophilus. Studier visar dock att de inte är varandras närmaste släktingar.

## Levnadsätt
Rostpannad vireo hittas i fuktiga tropiska områden. Där ses den i skuggig undervegetation i skog, ofta i områden med inslag av lågväxande palmer. Den är en aktiv fågel som vanligen ses i par, i kringvandrande artblandade flockar som ofta även innehåller guldkronad skogssångare och rödkronad kardinal.

## Status
IUCN kategoriserar arten som livskraftig, men inkluderar rostpannad vireo i bedömningen.